# بري أولسون
راتشيل ماري اوبرلين (بالإنجليزية: Rachel Marie Oberlin)‏ معروفة أكثر باسمها الفني بري أولسون (بالإنجليزية: Bree Olson)‏ هي ممثلة إباحية أمريكية من هيوستن، تكساس. دخلت أولسون مجال الصناعة الإباحية عام 2006، ظهرت في حلقة لبرنامج الواقع كيبينغ أب ويذ ذا كارداشيانز، في أكتوبر من عام 2011، أعلنت أولسون عن تقاعدها وأنها توقفت عن تصوير الإباحة. في يناير 2015، أطلقت بري أولسون حملة كيك ستارتر والتي جمعت 38,357 دولار لتغطية تكاليف إنتاج مسلسلها على الإنترنت بري دوز كوميدي (Bree DOES Comedy).

## وصلات خارجية
- الموقع الرسمي
- بري أولسون على موقع IMDb (الإنجليزية)
- بري أولسون على موقع ألو سيني (الفرنسية)
- بري أولسون على موقع أول موفي (الإنجليزية)
- بري أولسون على موقع قاعدة بيانات الفيلم (الإنجليزية)
- بري أولسون على موقع كينوبويسك (الروسية)